# Chris Walla
Christopher Ryan Walla, detto Chris, noto anche con lo pseudonimo di Martin Youth Auxiliary (Bothell, 2 novembre 1975), è un cantautore, chitarrista e produttore discografico statunitense.

## Carriera
Dal 1997 al 2014 ha fatto parte del gruppo musicale Death Cab for Cutie.
Nel 2008 ha pubblicato un album in studio solista dal titolo Field Manual.
Un altro album, strumentale, è uscito nel 2015 ed è stato intitolato Tape Loops.
In qualità di produttore ha prodotto quasi tutte le pubblicazioni dei Death Cab for Cutie nel periodo in cui era in formazione ed ha inoltre collaborato con The Velvet Teen, Nada Surf, Hot Hot Heat, Rocky Votolato, The Postal Service, The Long Winters, The Decemberists, Tegan and Sara, Mates of State, So Many Dynamos, Gordon Downie, The Thermals, Someone Still Loves You Boris Yeltsin, Telekinesis, The Lonely Forest, William Fitzsimmons, Fences, Lo Moon, Braids, Foxing e altri gruppi e artisti.